# Eddie Kendricks
Edward James Kendrick, noto come Eddie Kendricks (Union Springs, 17 dicembre 1939 – Birmingham, 5 ottobre 1992), è stato un cantautore statunitense.
Cofondatore del gruppo musicale The Temptations, divenne noto per il suo modo di cantare in falsetto, riconoscibile in canzoni come The Way You Do the Things You Do, Get Ready e Just My Imagination (Running Away with Me).

## Biografia
Nato a Union Springs, in Alabama, si trasferì successivamente a Cleveland e poi a Detroit. Qui fonda un gruppo musicale che, dopo vari cambi di nome e formazione, prende il nome di The Temptations. Nel 1971, Kendricks intraprese la carriera solista e ottenne i suoi primi successi grazie a canzoni come Keep On Truckin' e Boogie Down, che balzarono ai primi posti delle classifiche R&B e pop. Con il passare degli anni, il sound funk e soul di Kendricks si orientò sempre più alla disco music. Dopo alcuni anni di inattività, Kendricks collaborò insieme ad Hall & Oates e David Ruffin nel celebre Live at the Apollo (1985). L'artista morì il 5 ottobre del 1992.

## Discografia solista
- 1971: All By Myself
- 1972: People ... Hold On
- 1973: Eddie Kendricks
- 1974: Boogie Down!
- 1974: For You
- 1975: The Hit Man
- 1975: He's A Friend
- 1976: Goin' Up In Smoke
- 1977: Slick
- 1978: Vintage '78
- 1979: Something More
- 1981: Love Keys
- 1983: I've Got My Eyes on You

Altri album
- 1985: Live at the Apollo with David Ruffin and Eddie Kendricks (con Hall & Oates e David Ruffin)
- 1988: Ruffin & Kendrick (con David Ruffin)